# Pierre Joxe

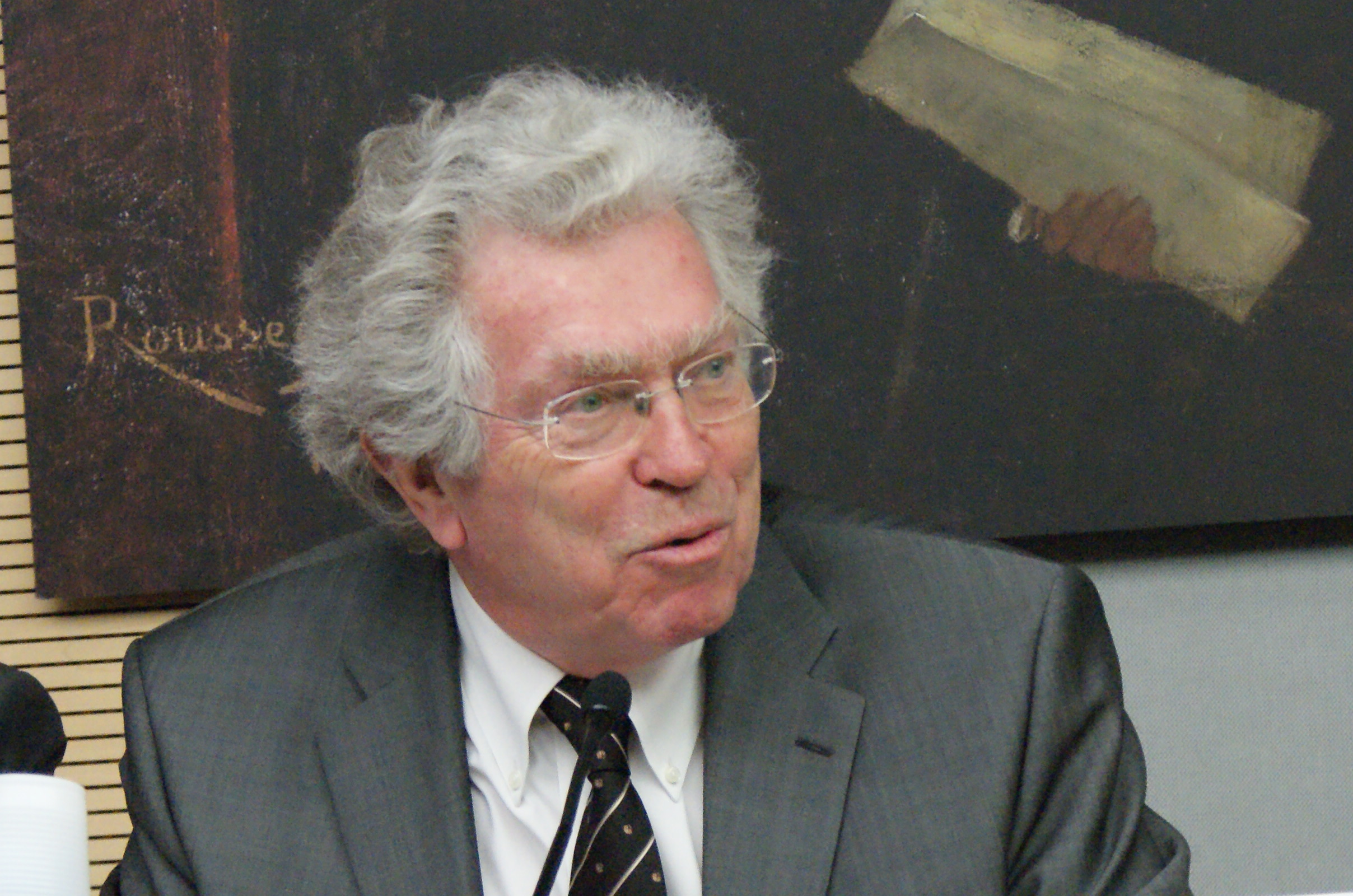
Pierre Joxe (2010)

Pierre Joxe (* 28. November 1934 in Paris) ist ein französischer Politiker des Parti socialiste (PS). Er war zwischen 1981 und 1993 Industrie-, Innen- und Verteidigungsminister sowie Fraktionsvorsitzender der PS in der Nationalversammlung. Von 1993 bis 2001 war er erster Präsident des Rechnungshofs. Zuletzt war er von 2001 bis 2010 Mitglied des Conseil constitutionnel, des Verfassungsrats.

## Leben
Pierre Joxe wurde als Sohn von Louis Joxe, einem Minister unter General de Gaulle, und Françoise-Hélène Halévy im 1. Arrondissement von Paris geboren. Er ist Enkel des Essayisten Daniel Halévy und Urenkel des Bühnenautors, Dramatikers und Librettisten Ludovic Halévy. Zu seinen weiteren Vorfahren zählt der Uhrmacher und Physiker Louis Breguet. Sein Bruder ist der Soziologe Alain Joxe.
Nach dem Erwerb einer Licence en droit und dem Diplom des Institut d’études politiques de Paris (Sciences Po) begann er im Juni 1960 seine Ausbildung an der École Nationale d’Administration (ENA), die in Frankreich traditionell die Elite der Verwaltungsbeamten ausbildet. Diese Ausbildung schloss Joxe als Mitglied des ENA-Jahrgangs Albert Camus 1962 ab.
Im Juni 1962 begann Joxe seine Tätigkeit am Rechnungshof. Im Jahr darauf wurde er Berichterstatter beim Commissariat général du Plan. Zudem lehrte er von 1963 bis 1973 als Dozent (maître de conférences) der Sciences Po. Von 1967 bis 1970 arbeitete er in der Abteilung für wissenschaftliche und technische Zusammenarbeit im Außenministerium.
Joxe war ab 1971 ein führendes Mitglied der Parti socialiste. Von 1973 bis 1984 war er Abgeordneter des Départements Saône-et-Loire in der Nationalversammlung. Von 1979 bis 1982 war er Präsident des Regionalrats von Burgund. Nach der Wahl François Mitterrands zum Präsidenten der französischen Republik 1981 wurde Joxe kurzzeitig Industrieminister. Von 1981 bis 1984 und von 1986 bis 1988 war er Vorsitzender der sozialistischen Fraktion in der Nationalversammlung. Von 1984 bis 1986 und erneut von 1988 bis 1991 war Joxe Innenminister. Nach dem Rücktritt Jean-Pierre Chevènements im Januar 1991 übernahm er das Amt des Verteidigungsministers, das er bis 1993 innehatte.
Im März 1993 wurde Joxe zum Präsidenten des Rechnungshofes ernannt. Aus dieser Funktion schied er im Februar 2001 aus, weil er vom Präsidenten der Nationalversammlung (Raymond Forni) mit Wirkung zum 12. März 2001 zum Mitglied des Verfassungsrates ernannt wurde. Dieses Amt hatte er bis zum 12. März 2010 inne.

## Privates
Joxe widmet einen Teil seines Privatlebens der Musik. Er spielt seit seiner Kindheit Klavier, das er von seiner Großmutter, einer Pianistin und Cousine Georges Bizets, erlernte. Im Alter von 60 Jahren begann er mit dem Violoncello-Spiel mit der Motivation, die sechs Cello-Suiten von Johann Sebastian Bach spielen zu können.

## Werke
- Un socialisme du possible (1970, mit François Mitterrand)
- Parti socialiste (1973, mit Jean François Mezières)
- Atlas du socialisme (1973)
- À propos de la France (1998)
- L’édit de Nantes : Une histoire pour aujourd’hui (1998)
- L’édit de Nantes : Réflexions pour un pluralisme religieux (2004)
- Pourquoi Mitterrand ? (2006)

## Auszeichnungen
- Kommandeur des Ordre national du mérite
- Knight Commander des Order of the British Empire (KBE)
- Großkreuz des spanischen Zivilordens für Wohltätigkeit
- Großoffizier des senegalesischen Löwenordens
- Kommandeur des griechischen Phönix-Ordens
- Kommandeur des ungarischen Verdienstordens